# Carl Frederik Grove (ingeniør)
 Der er flere personer med dette navn, se Carl Frederik Grove.
Carl Frederik Grove (26. december 1822 i København – 26. januar 1883 sammesteds) var en dansk fyringeniør, bror til Emanuel Rasmus og Hans Herman Grove.

## Karriere
Grove var søn af kaptajn i Søetaten Johan Christian Grove (1789-1834) og Wenniche f. Garmann (1792-1849) og sønnesøn af konferensråd Emanuel Rasmus Grove. Han blev 1844 polyteknisk kandidat i anvendt naturvidenskab og efter en studierejse i udlandet ansat ved Marinens sejldugsvæveri på Orlogsværftet. 
Som sekondløjtnant deltog han i Treårskrigen 1848-49 i infanteriets krigsreserve og udnævntes i 1852 til Fyrvæsenets inspektør og ingeniør, hvilken stilling han beklædte til sin død, 26. januar 1883. Under hans ledelse foregik den store udvidelse og forbedring af Danmarks fyrvæsen, som bragte denne institution på højde med udlandets. 
Han projekterede således 13 nye fyr, hvoriblandt de væsentligste er Hirtshals (1863), Bovbjerg (1877), Dueodde og Nordre Røse, og har ombygget lige så mange ældre spejlfyr til linsefyr, samtidig med at han har anlagt 9 sirenestationer. 
Desuden udfoldede han uden for Fyrvæsenet en ikke ringe virksomhed som vandbygningsingeniør. Han var således medlem af den jyske kystsikringskommission, i hvis arbejder han tog ivrig del, byggede havnen ved Hessenæs og forskellige høfder på Falster samt udvidede og ombyggede Bandholm havn.
Fra 1877-82 var han medlem af Københavns Borgerrepræsentation, i hvilken han særlig deltog i havnespørgsmålenes behandling. 1851 udgav han Hørrens Produktion, Fabrikation og Omsætning, et af Videnskabernes Selskab belønnet prisskrift.
Grove ægtede 1855 Cecilie Hermandine Johnson (1837-1909), datter af konsul P. Johnson i Rønne. Han blev Ridder af Dannebrog 1862 og Dannebrogsmand 1877. Grove er begravet på Holmens Kirkegård.